# شون أوكونور (لاعب كرة قدم أيرلندي)
شون أوكونور (بالإنجليزية: Sean O'Connor)‏ (21 أكتوبر 1983 في جمهورية أيرلندا - ) هو لاعب كرة قدم أيرلندي في مركز الوسط. لعب مع باتريك أتلتيك ونادي شامروك روفرز ونادي يميريك.

## وصلات خارجية
- شون أوكونور على موقع قاعدة بيانات كرة القدم.إي يو (الإنجليزية)